# Chilly-sur-Salins
Chilly-sur-Salins là một xã trong vùng hành chính Franche-Comté, thuộc tỉnh Jura, quận Lons-le-Saunier, tổng Salins-les-Bains. Tọa độ địa lý của xã là 46° 53' vĩ độ bắc, 05° 52' kinh độ đông. Chilly-sur-Salins nằm trên độ cao trung bình là 625 mét trên mặt nước biển, có điểm thấp nhất là 573 mét và điểm cao nhất là 695 mét. Xã có diện tích 11.94 km², dân số vào thời điểm 2005 là 107 người; mật độ dân số là 9 người/km².

## Thông tin nhân khẩu
| 1962 | 1968 | 1975 | 1982 | 1990 | 1999 |
| ---- | ---- | ---- | ---- | ---- | ---- |
| 126  | 134  | 121  | 107  | 97   | 92   |

## Địa điểm tham quan
Nhà thờ của Chilly-sur-Salin được khánh thành năm 1811.